# Uitbreiding van de Tweede Kamer
De uitbreiding van de Tweede Kamer is een gebouwencomplex uit 1992 ontworpen door Pi de Bruijn waarmee de verschillende bestaande monumentale gebouwen van de Tweede Kamer in en rond het Binnenhof in Den Haag aan elkaar verbonden zijn. In de uitbreiding zijn tevens de commissiezalen, de perstoren en de plenaire vergaderzaal gevestigd.
De centrale entree is de Statenpassage. De Statenpassage heeft twee aparte ingangen: een publieksingang aan Lange Poten en een ingang aan het Plein voor geregistreerde bezoekers. Via de passage zijn de plenaire vergaderzaal en commissiezalen te bereiken. Op de eerste verdieping liggen de grote plenaire vergaderzaal en diverse kleinere vergaderruimtes voor bijvoorbeeld commissievergaderingen. In de Statenpassage bevinden zich diverse toegangen tot het beveiligde deel van de Kamer, waar zich de fractieruimtes bevinden.  
De grote commissievergaderzalen zijn vernoemd naar Thorbecke, Groen van Prinsterer en Troelstra, die de verschillende politieke stromingen uit de 19e eeuw vertegenwoordigen. De zalen op de begane grond zijn vernoemd naar vrouwelijke politici, zoals Marga Klompé, Aletta Jacobs en Christine Wttewaall van Stoetwegen. Op de eerste etage bevinden zich diverse vergaderzalen vernoemd naar toonaangevende partijleiders, zoals Marcus Bakker, Pieter Zandt en Herman Schaepman.

## Geschiedenis

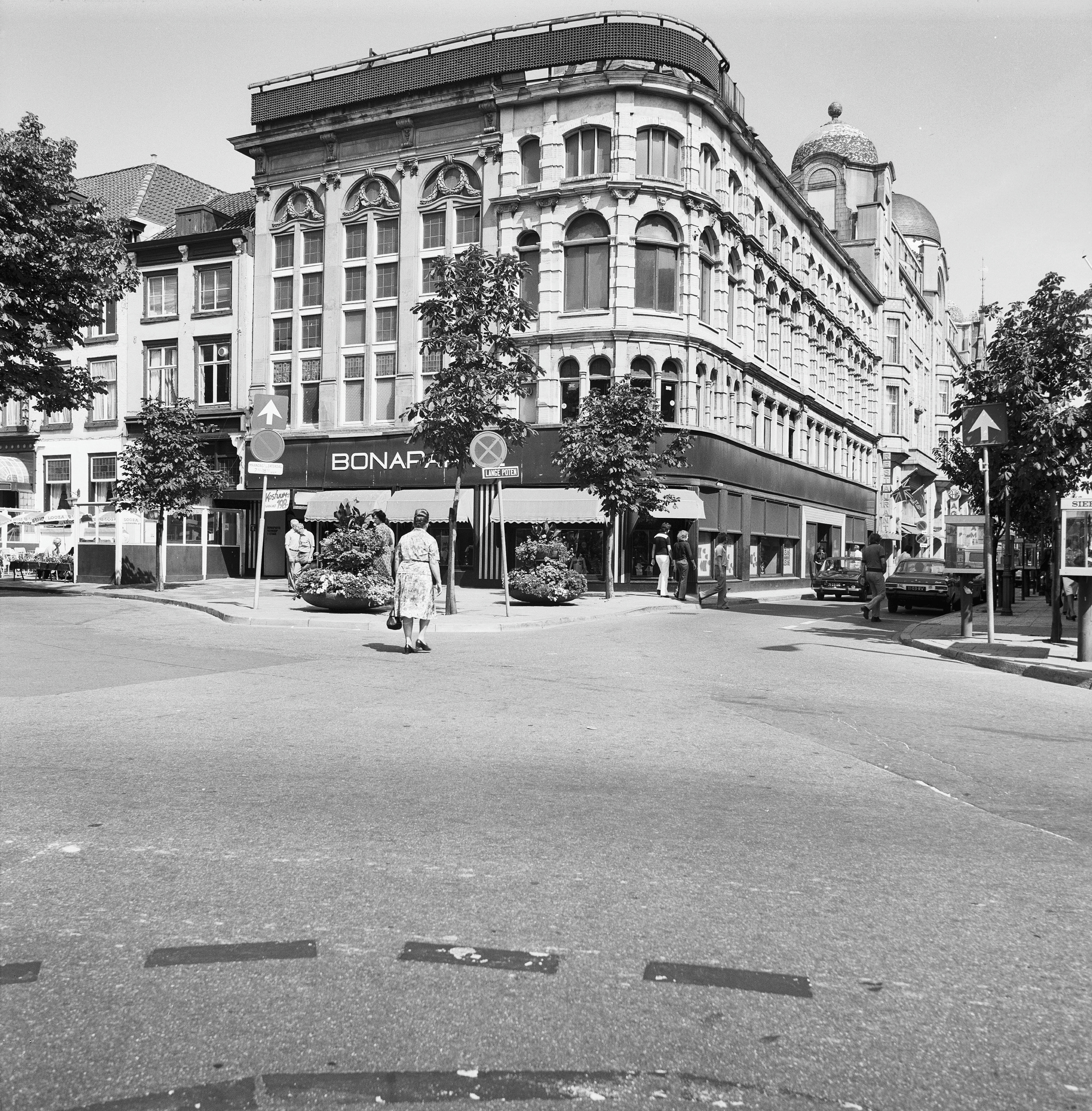
Gebouwen op de plek van de huidige plenaire zaal, 1976

In 1970 werd het initiatief genomen om het steeds krapper wordende gebouwencomplex van de Tweede Kamer uit te breiden. Drie gebouwen aan de Hofsingel werden hiertoe aangekocht. In 1977 werd een prijsvraag uitgeschreven waarop 111 inzendingen kwamen. De jury gaf een eerste gedeelde prijs aan de ontwerpen van architect Leo Heijdenrijk en architectenbureau OMA. De jury bestaande uit Wim Quist, J.A. van den Berg, Tjeerd Dijkstra, Joop van Stigt, Arnold Tilanus, Sef Imkamp en Hein van Haaren besloten echter geen van de ontwerpen verder te laten uitwerken. Er werd besloten vier architecten uit te nodigen om een ontwerp te maken waarna een architect gekozen kon worden. Arie Hagoort, Groep 5, Pi de Bruijn en Aldo van Eyck werden aangeschreven en de Bruijn mocht uiteindelijk in 1981 een ontwerp maken.
Voor de uitbreiding moesten enkele gebouwen wijken. De Statenpassage met de ingang aan het Plein kwam op de plek van het gebouw van de Hoge Raad. De plenaire zaal werd gebouwd op de plaats van het voormalige restaurant The House of Lords. De nieuwbouw verbindt nu het Oude gebouw van de Tweede Kamer met de voormalige gebouwen van de ministeries van Koloniën en Justitie en het Grand Hotel Central. In deze gebouwen zijn de werkkamers van de diverse fracties ondergebracht.

## Kunst
In totaal bevinden zich 2500 kunstwerken in de Kamer, deels in het kunstdepot in de kelder en deels op de gangen en werkplekken van Kamerleden.

## Afbeeldingen

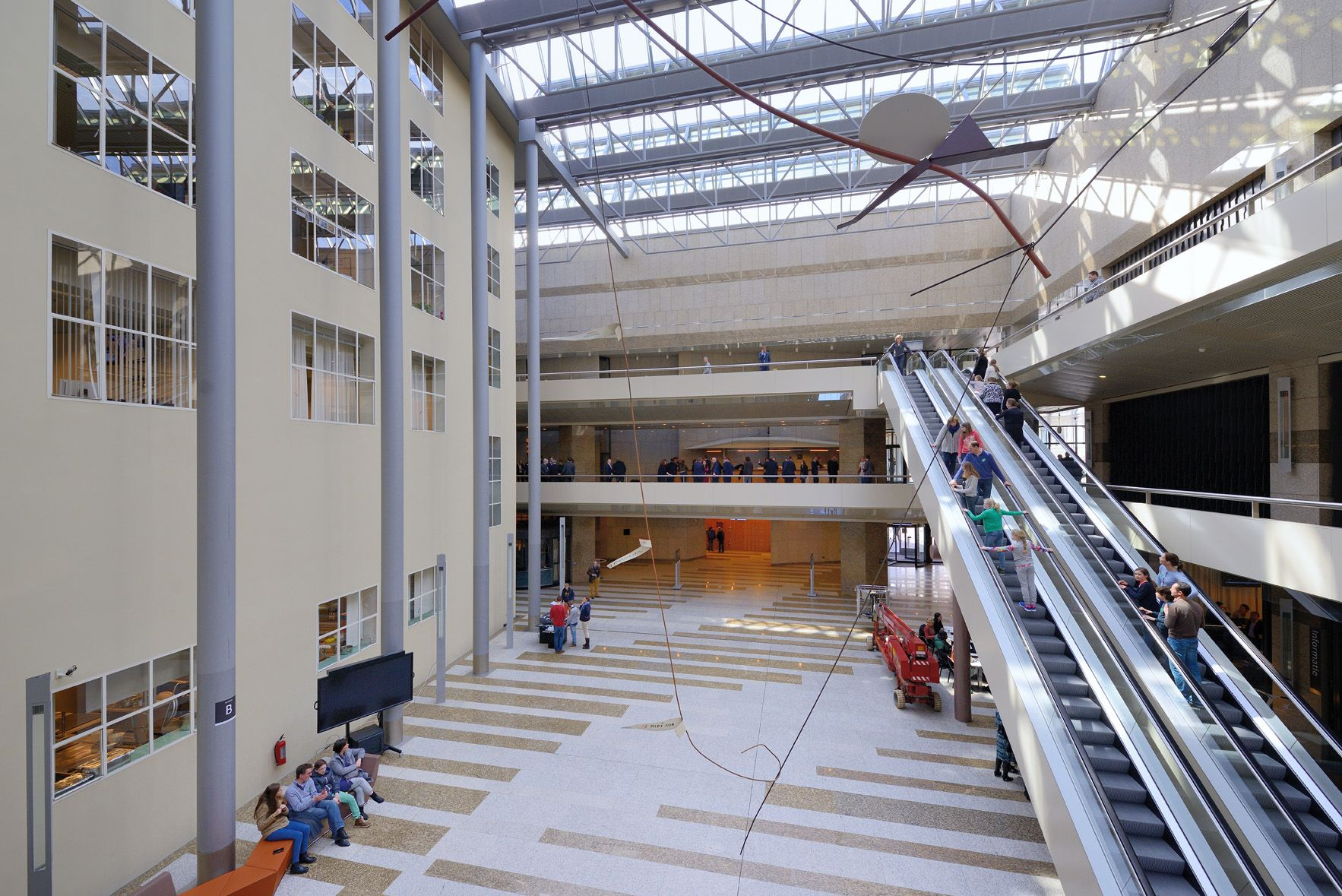
Statenpassage
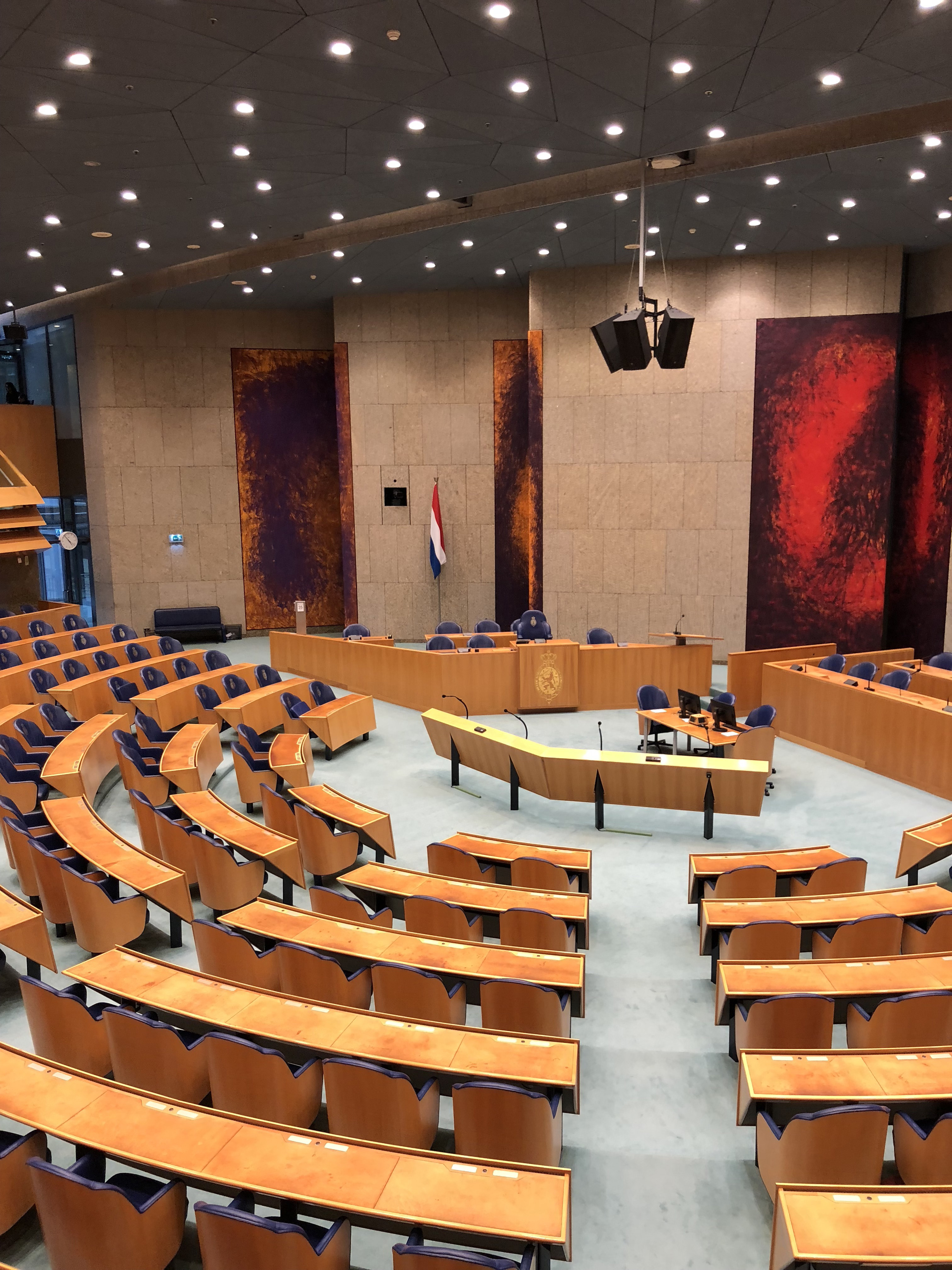
Interieur van de plenaire zaal
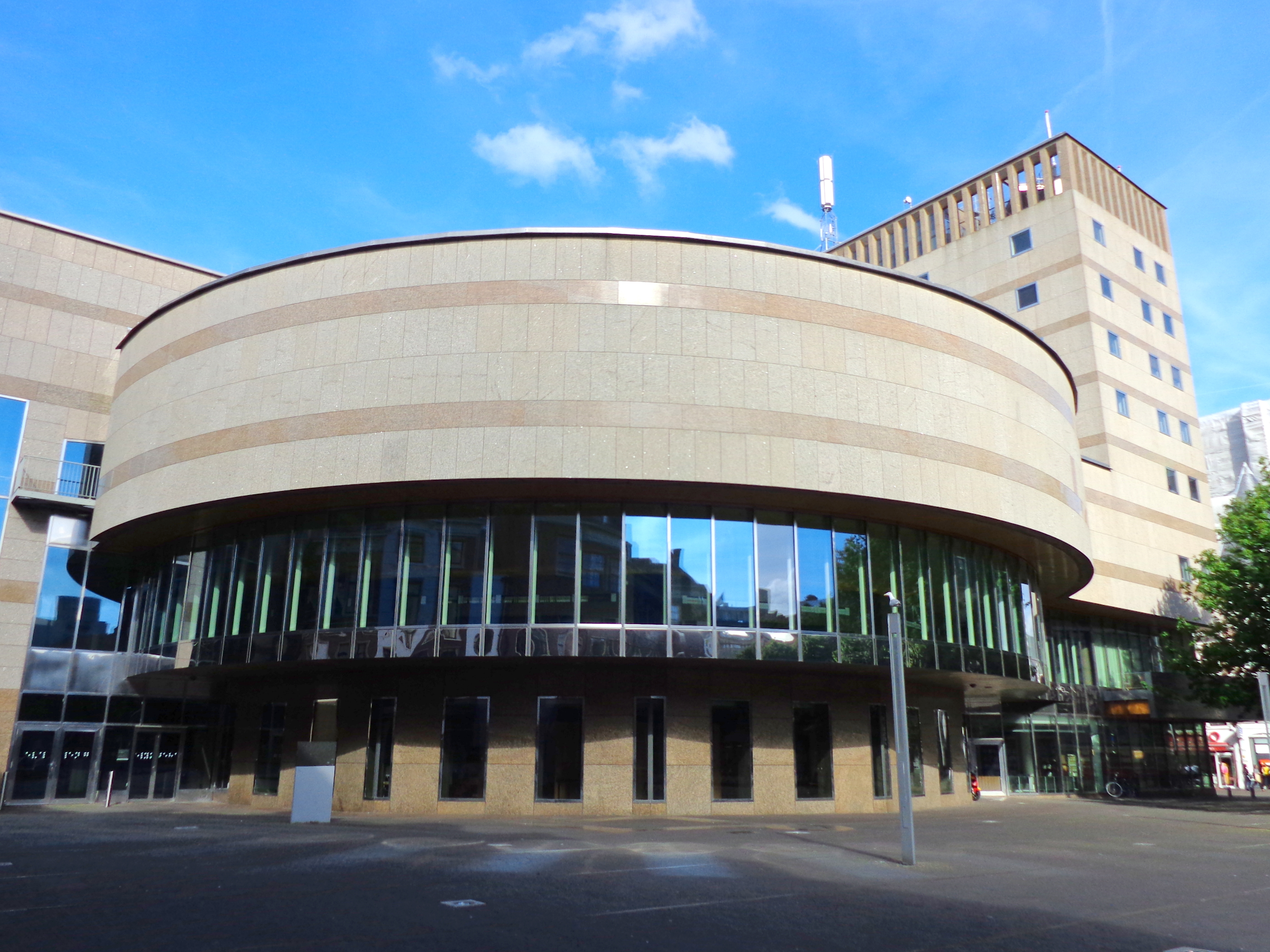
Plenaire zaal van buiten gezien